# Ophioderma (varen)
Ophioderma is een geslacht van varens uit de addertongfamilie (Ophioglossaceae).
Het zijn wijd verspreide varens uit tropische delen van Zuidoost-Azië, de eilanden van de Stille Oceaan en Australië die, anders dan de meeste Ophioglossales, een epifytische levenswijze aanhouden.

## Naamgeving en etymologie
- Synoniemen: Ophioglossum subgen. Ophioderma (Blume) Clausen (1938)

De botanische naam Ophioderma is afgeleid van het Oudgrieks ὄφις, ophis (slang) en δέρμα, derma (huid).

## Kenmerken
Ophioderma-soorten zijn epifytische, half-epifytische of terrestrische varens met een korte rizoom en vlezige wortels. Elke plant bestaat uit twee componenten, een onvruchtbare, bladvormige trofofoor en een vruchtbare sporofoor, die ingeplant is op de rugzijde van de onderste helft van het blad.
De trofoforen zijn tot 1 m lang, afhangend, lijnvormig, aan de basis versmald, soms gevorkt aan de basis, met netvormige nerven. De sporoforen zijn tot 25 cm lange, kort gesteelde, ongedeelde, lijnvormige sporenaren, met de sporenhoopjes ingebed in de centrale as van de aar.

## Taxonomie
Ophioderma wordt door sommige auteurs als een ondergeslacht van het grotere geslacht Ophioglossum beschouwd, ondanks de opvallende morfologische verschillen en de afwijkende, epifytische levenswijze.
Onderzoek uit 2003 naar de nucleotidensequentie van het rbcL- en het trnL-F-gen heeft gaf aanwijzingen dat Ophioderma en het zustergeslacht Cheiroglossa als één geslacht zouden moeten beschouwd worden, in welk geval de eerste naam prioriteit heeft. Recenter onderzoek liet zien dat er toch voldoende verschillen zijn als rechtvaardiging om beide geslachten apart te houden.
Het geslacht telt naargelang de auteur één tot vier soorten. De typesoort (of enige soort) is Ophioderma pendulum.

### Soortenlijst
- Ophioderma falcatum O. Deg.
- Ophioderma intermedium (Hook.) Nishida
- Ophioderma pendulum (L.) C.Presl (1845)
- Ophioderma simplex (Ridl. ex Bower) Nishida (1959)

Botrychium (Maanvaren) · Botrypus · Cheiroglossa · Helminthostachys · Japanobotrychium · Mankyua · Ophioderma · Ophioglossum (Addertong) · Sceptridium